# Введенская церковь (Соликамск)

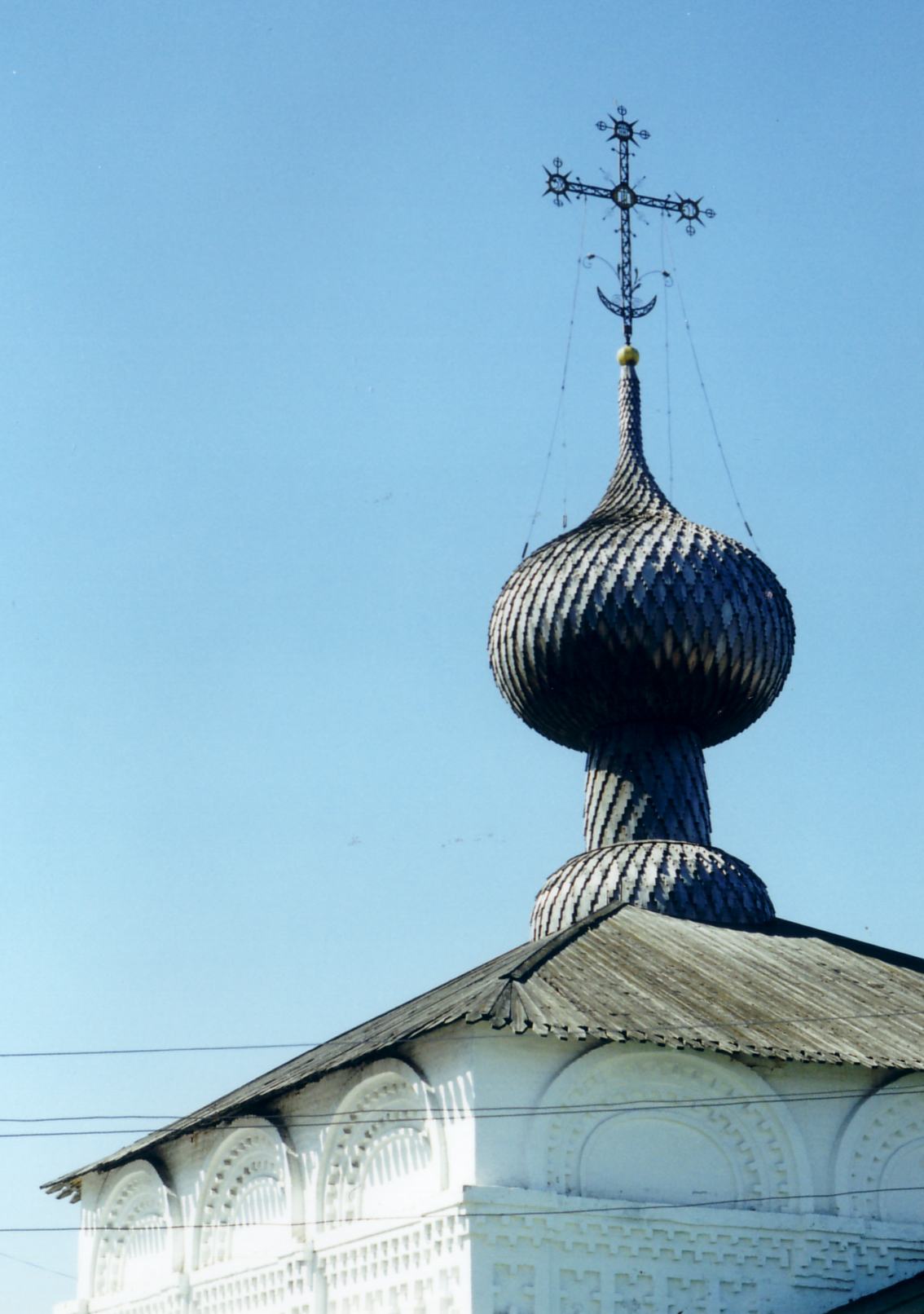
Глава Введенской церкви

Церковь Введе́ния во храм Пресвято́й Богоро́дицы (Введе́нская це́рковь)) — православный храм в городе Соликамске Пермского края, памятник архитектуры начала XVIII века. Одна из двух церквей бывшего Преображенского женского монастыря.

## История
Относительно даты постройки церкви имеется три мнения. Первый вариант предполагает, что церковь строилась по грамоте, выданной в 1683 году для строительства Преображенской церкви. Строительство длилось с 1684 по 1710 год и освящена церковь была 1713 году. Второй вариант предполагает, что грамота на её постройку была дана в 1702 году, а строительство закончилось в 1713. Третий вариант относит постройку а 1687—1702 годам.
В 1953 году архитекторами Г. Л. Клацко и Ф. М. Тольцинером в церкви были проведены реставрационные работы.
В настоящее время используется как зимний (более низкий и легко отапливаемый, чем рядом стоящий, более высокий (летний) Преображенский) храм с общим клиром и прихожанами.

## Архитектура

Чертёж Введенской церкви. Векторная графика PDF.

Здание производит несколько приземистое впечатление, особенно в сравнении с стоящей рядом Преображенской церковью. Четверик храма кубовидный одноглавый, трапезная небольшая, абсида — трехчастная.
Своеобразие храму придаёт относительно крупная глава, крытая лемехом. Декор храма также относительно скромный — лопатки делят стены на три части, завершающиеся ложными закомарами. Под закомарами проходит декоративный пояс, выложенный из кирпича. Аналогичный пояс проходит и по абсиде алтарной части.